# Stawy Parku w Jarocinie
Stawy w Jarocinie – dwa zbiorniki wodne na Lipince. Stawy są położone na terenie Parku Miejskiego w Jarocinie.

## Położenie
Stawy są zlokalizowane w Parku Miejskim w Jarocinie. Pierwszy, większy staw znajduje się w miejscu dostępnym dla odwiedzających park. Ponadto, w czasie festiwalu rockowego większy staw pełni funkcję kąpieliska. Drugi, mniejszy staw znajduje się w miejscu w większej części niedostępnym dla zwiedzających park.

## Historyczne znaczenie
Między XIII a XV wiekiem większy (w tamtych czasach jedyny) staw pełnił dość ważną rolę. W tamtych czasach Skarbczyk otaczała wykopana fosa, która była zasilana wodami stawu.